# Márcio Rozário
Márcio Nascimento Rozário, ou apenas Márcio Rozário (São Mateus, 21 de novembro de 1983), é um ex-futebolista brasileiro que atuava como zagueiro. O último clube que defendeu, em 2020, foi o União Cacoalense.

## Carreira

### Al-Jazira
A transferência para o time árabe acabou sendo conturbada. Atuando pelo Palmeiras até então, o zagueiro pediu dispensa para tratar de assuntos particulares, mas na verdade, estava negociando com o clube do Oriente Médio.[carece de fontes?] Na temporada 2009/2010, Márcio Rozário participou do elenco campeão da Etisalat Emirates Cup. Segundo Márcio, o jogador chegou a ser convidado a se naturalizar nos Emirados Árabes Unidos, mas a negociação não teve êxito.

### Botafogo
Em agosto de 2010 acertou com o Botafogo. No ano seguinte, em abril, após reclamar publicamente o seu descontentamento com a reserva através de uma rede social, foi dispensado pelo clube.

### Fluminense
Em maio do mesmo ano, com a Indicação do treinador Abel Braga, acertou com o Fluminense. Marcou seu primeiro gol pelo clube tricolor em 1 de outubro de 2011, na vitória de 3-2 em cima da equipe do Santos, gol que garantiu a vitória do time aos 50 minutos do segundo tempo.

### Náutico
Em abril de 2012, com o contrato preste a vencer, Márcio Rozário acertou com o Náutico, para disputar o Brasileirão. Após 3 meses no clube pernambucano, Rozário acabou por ser dispensado no dia 26 de julho. Após ser criticado por muitos torcedores.

### Marítimo
Acertou com o Marítimo em Agosto de 2012. Em pedido do treinador Pedro Martins. Fez 21 partidas pelo Marítimo no campeonato português de 2012-13.

### Suphanburi
Acertou, no meio de 2014, com o Suphanburi, da Tailândia.

### Retorno ao Macaé
Após encerra o contrato com o clube tailandês, o Suphanburi, Márcio Rozário acertou o retorno para o Macaé.

## Títulos
Linhares
- Campeonato Capixaba: 2007

Al Jazira
- Etisalat Emirates Cup: 2009/2010[1]

.Fluminense
- Troféu João Saldanha: 2011
- Taça Guanabara: 2012
- Troféu Luiz Penido: 2012
- Campeonato Carioca de Futebol: 2012